# Draaischijfmotor
Draaischijfmotor is een type viertaktmotor waarbij de kleppen zijn vervangen door een draaischijf.
In deze draaischijf zitten gaten die exact op het juiste moment voor het in- of uitlaatkanaal schuiven, waardoor de gaswisseling van de motor plaatsvindt. De draaischijf vervangt dus de in- en uitlaatkleppen.
Draaischijfmotoren werden toegepast door motorfietsmerken Microma en Freyler. En sommige (tweetakt-) motor types van het bromfietsmerk Berini hadden een door de krukas aangedreven inlaatschijf.